# Absnicli

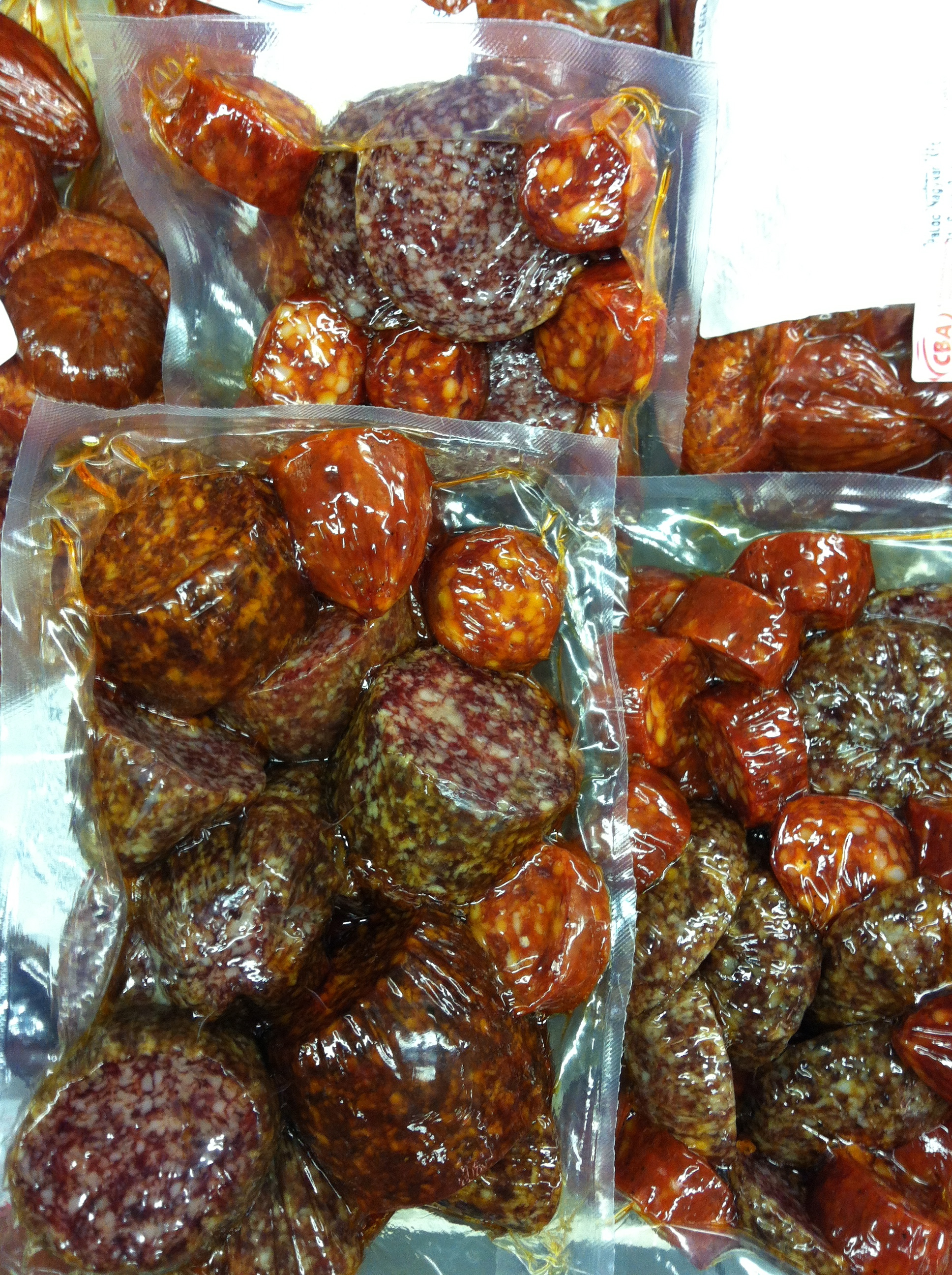
Vákuumcsomagolt vegyes szalámi- és kolbászvégek

Az absnicli a német Abschnitzel (= ’hulladék’, ’nyesedék’) szónak az Osztrák–Magyar Monarchia idején elterjedt vulgáris városi változata. 
Használatának kultúrtörténeti jelentősége van: a második világháborúig a henteseknél és a hentesárut forgalmazó boltokban az üzlet jó hírének megtartása érdekében a felvágottak (parizer, szalámi, veronai stb.) végét a rúd szeletelése előtt eltávolították, azt nem mérték bele a vásárló csomagjába. A levágott nyesedéket egybegyűjtötték és az azt kérő vásárlóknak ebből a keverékből, az absnicliből a legolcsóbb terméknél is alacsonyabb áron mértek.
Absniclit ma is lehet kapni, amely például a vákuumfóliázott kiszerelésű szeletelt felvágottak készítése során keletkezik.
Ahány emlékezést csak hallottam az átkos antivilág nyomoráról, szinte mindegyikben megemlítették az absniclit. – Bizony, csak annyira tellett, hogy a hentesnél vettünk egy zacskóban mindenféle maradékot: töpörtyűt, szaláminyesedéket, parizerrudak végeit, császárszalonna-darabkákat – ezt hívták absniclinek, és hat vagy tíz fillérbe került, Isten tudja már.